# ヘルシンキ宣言
ヘルシンキ宣言（英: Declaration of Helsinki、DoH、フィンランド語: Helsingin julistus、スウェーデン語: Helsingforsdeklarationen）は、世界医師会（WMA）によって作成された人体実験に関する一連の倫理的原則である。 
正式名称は「WMA ヘルシンキ宣言 - ヒトを対象とする医学研究の倫理諸原則」で、ナチス・ドイツにおける非倫理的な人体実験とその結果生まれたニュルンベルク綱領を受けての、医学会側からの対応である。 
ヘルシンキ宣言は、もともと1964年6月にフィンランドのヘルシンキで採択され、それ以来7つの改訂（2013年10月の総会での最新のもの）と2つの明確化という変更を経たもので、研究自体を規制するという医学界の最初の重要な取り組みとしてその後のほとんどの文書の基礎をなすものとなっており、研究倫理の歴史において、特にヒトおよびヒト由来の試料を対象とした研究に関する礎石となる、重要な文書と広く見なされている。 
この宣言は法的拘束力のある国際法という訳ではなく、各国の法律および規制や制度に対して原則を遵守するよう影響を与え、その権威付けとするものである。その役割は、2000年にブラジルのフォーラムにおいて「ヘルシンキ宣言は世界医師会の責任でありながらも、同時にこの文書は人類すべての所有物であると考えられるべきである」と説明された。   

## 原則

### 基本理念
基本原則は、個人に対する尊重（第8条）、自己決定権、および研究への参加に関する情報に基づいた決定（インフォームド・コンセント）を行う権利（第20条、第21条および第22条）であり、その権利は研究参加前と途中に限定されない。研究責任者の義務は患者（2、3、10条）またはボランティア（16、18）に対するもののみにあり、研究の必要性もありながら（6条）、被験者の福祉と利益は常に最優先事項とし、科学・社会的興味は後回しにしなければならない（第5条）、そして倫理的配慮は常に法律と規制よりも高く優先されるものでなければならない（第9条）。 
通常よりもさらに脆弱な立場に置かれる個人やグループには特別な配慮が求められる（第8条）。研究参加者が制限行為能力者であったり、身体的または精神的に同意することができない、または未成年の場合（第23条、第24条）、被験者の最善の利益のために行動する個人による代理同意のための手続きが必要とされるべきで、その上で、可能な限り本人の同意も得るべきである（第25条）。

### 運用原則
研究は科学的背景の徹底的な知識（第11条）、リスクと便益の慎重な評価（第16条、第17条）に基づいて行われ、調査対象の集団にとって妥当な便益の見込みがある（第19条）。承認されたプロトコルを使用して研究員を訓練し（第15条）、適切に召集された委員会による独立した倫理審査および監督の対象とすること（第23条）。 研究プロトコルでは、研究が倫理的諸問題に対処し、本宣言に準拠していることを示すべきである（第14条）。 新たな情報が当初の想定と異なっていた場合、研究は中止されるべきである（第17条）。 研究に関する情報は公に公開すべきである（第16条）。 倫理的な配慮は結果の公表および潜在的な利益相反の考察にまで及ぶべきである（第27条）。 実験調査は常に最善の方法を比較検討すべきではあるが、状況によってはプラセボまたは無治療群が利用される場合もある（第29条）。 試験終了後の被験者の利益は、実証済みの最善のケアを受けられることを保証するなど、全体的な倫理的評価の一部であるべきである（第30条）。 可能な限り、未証明の方法は利益の合理的な根拠がある研究の文脈においてのみ実施されるべきである（32条）。

### 追加のガイドラインまたは規制
責任者はしばしばいくつかの異なる規範や指針に従わなければならない立場に立たされる場合があり、それぞれ違いを理解することが求められる。そのうちの1つは国際指針である良き臨床上の基準（GCP - Good Clinical Practice）であり、アメリカではFDAおよび人間保護保護局（OHRP）の要件に加えて、コモンルールなどの地域の規制も存在するため、これらを比較する利用可能なツールもいくつか開発されている。他の国々でも、カナダの三審議会政策声明など、同様の役割を持つガイドラインが定められている。国際ガイドラインとしては他に、CIOMS 、Nuffield Council 、およびUNESCOのガイドラインなどもある。

## 歴史
1947年のニュルンベルク綱領が出来る以前は、一般に認められる、ヒトを対象とした研究の倫理的側面を統制する行動規範は存在せず、いくつかの国、例えばドイツとロシアなどに国家政策として存在していたに過ぎなかった。 ヘルシンキ宣言はニュルンベルク綱領で定められた10原則を発展させ、それらを医師の倫理的義務の宣言であるジュネーブ宣言 （1948）に繋げた。この宣言は、特にニュルンベルク綱領で使用されている「人体実験（Human Experimentation）」という用語からの医療行為の変化を反映して、臨床研究を取り上げるよう変化した。ニュルンベルク綱領からの注目すべき変更は同意条件の緩和であり、ニュルンベルク綱領の下で「無条件で絶対的に不可欠」であったものが変更され、医師は、法定後見人のような委任者の同意が得られた場合に限り、本人の同意なしの研究が限定的に許可された（第II.1条）。 

### 初改訂（1975年）
1975年の改訂はオリジナルのほぼ2倍の長さとなった。変更点は明確に述べており、"被験者の利益への関心は常に科学と社会の利益より勝るべきである"というものである。また、「独立委員会」による監督の概念が紹介され、米国では倫理委員会（Institutional review board: IRB）の制度が存在しており、他国では一般に研究倫理委員会または倫理審査委員会のシステムとなった（第I.2条） 米国では、1981年にIRBを管理する規制が施行され、現在では共通規則にまとめられている。インフォームド・コンセントがさらに発展し、より規範的になり、「専門家による医療研究と組み合わせた医学研究」から最初のセクション（基本原則）へと部分的に移行した。 「法定後見人」は「責任ある親戚」に置き換えられた。 個人に対する義務は社会に対するそれに対する優位性が与えられ（第I.5条）、出版倫理の概念が導入された（第I.8条）。この文書はまた、性別中立にされた。

### 第2から第4の改訂（1975年–2000年）
1975年から2000年の間のその後の改訂は比較的小規模で、1975年版は事実上四半世紀にわたる研究を統制するものとなった。 

#### 第2および第3版（1983年、1989年）
2番目の改訂（1983年）には、可能な限り未成年者の同意を求めることが含まれた。3回目の改正（1989）では、独立委員会の機能と構成についてさらに議論された。 
1993年以降、CIOMSと世界保健機関（WHO）もまた、人間を対象とした生物医学研究のための国際倫理指針を作成していたので、宣言は単独の普遍的な指針という存在ではなくなった。 

#### 第4次改訂（1996）

##### バックグラウンド
プラセボ使用が問題として俎上に上る。

##### 第4改訂
プラセボ使用についての意見の相違が明確化する。

### 第5改訂（2000）

#### バックグラウンド
1996年の4回目の改訂の後、宣言を改訂する圧力がすぐに高まり始める。倫理的基準が満たされていることを確実にするために人間を被験者とする科学的研究の監視体制、HIV問題、途上国での非倫理的な試験、など様々な事が議論・議題となり、世間の注目も集めた。

#### 第5改訂
改訂案に関するほとんどの会議では合意に至らず、宣言は変更されないか最小限に変更されるべきであると多くの人が主張したが、大規模な協議の後ワークグループの後、2000年10月7日の総会で採択された。これはこれまでで最も広範囲に及ぶ議論のある改訂であった（表で説明）。 
多くの変化の中では、研究が行われている地域社会に利益をもたらす必要性、および革新的な薬物治療が行われる発展途上国のような研究から利益を得ない人々に対する実験の倫理的問題に強調した。第19条は、最初に社会正義の概念を紹介し、研究が行われる集団が恩恵を受けるのに合理的な可能性がある場合にのみ研究が正当化されると述べることによって個人から地域社会全体に範囲を広げている。この新しい宣言の役割は非難され、また同時に称賛された。 

##### 追加の原則
再び物議を醸す改訂（第29条、第30条）がこの新しいカテゴリである。プラセボ議論などが続く。

### 第29条、第30条の明確化（2002–2004年）
最終的に第29条と第30条に対する明確化の注記（脚注）が、主に米国からの圧力の下で2002年と2004年にそれぞれ追加された（CMAJ 2003、Blackmer 2005）。     

### 第6改訂（2008年）
第6次改訂サイクルは2007年5月に始まった。2000年と比較して限定的な改訂のみが含まれていた、各地でワークショップが開催された後、倫理委員会および最終的に総会での検討のために作業部会によって最終文書が作成され、2008年10月18日に承認された。議論は前と比較してわずかであり、全般的に支持的された。

### 第7次改訂（2013）
Helsinki（2013）の最新の改訂は、vertical transmission trialsから生じた標準治療に関する論争を反映していた。また、否定的で決定的でない研究を含む研究結果を広める必要性を浮き彫りにし、そしてまた研究に関連する傷害の治療と補償の要件を含むものだった。

## 将来
文面をめぐる論争や分裂は続いており、米国食品医薬品局（FDA）は2000年以降の改訂を却下し、3回目（1989年）の改訂のみを承認したまた、米国外の被験者に対する保護の明らかな弱体化に繋がるとして多くの懸念を引き起こし、被験者研究参加者保護に関するNIHのトレーニング はもはやヘルシンキ宣言を参照していない。EUも同様に、2001年に発行されたEU臨床試験指令の1996年版のみを引用している。ただ、欧州委員会は2000年の改正について言及している。 
宣言は研究の実践を導く中心的な文書ではあるが、その将来は疑問視されている。課題には、CIOMSとNuffield Council間の矛盾、もう1つは、物議をかもす規範よりも、より基本原則に集中すべきではないかということである。様々な議論のため、ヘルシンキ宣言は絶えず成長し、より頻繁な修正を求められることにも繋がっている。

## タイムライン（WMA会合）
- 1964年：オリジナルバージョン。第18回ヘルシンキ会議
- 1975年：最初の改訂。第29回東京ミーティング
- 1983年：第2改訂。第35回会議、ヴェネツィア
- 1989年：第3改訂。第41回ミーティング、香港
- 1996年：4回目の改訂。第48回サマセットウェスト（南アフリカ）
- 2000年：第5改訂。第52回ミーティング、エジンバラ
- 2002年：最初の説明、ワシントン
- 2004年：第二の明確化、東京
- 2008年：第6改訂、第59回ソウル、ソウル
- 2013年：第7回改訂、第64回ミーティング、フォルタレザ

## WMAによるヘルシンキ宣言
- 日本語
  - ヘルシンキ宣言 - 日本医師会訳
- 英語
  - WMA Declaration of Helsinki – Ethical Principles for Medical Research Involving Human Subjects
  - Helsinki VI（2000）に対する国際的な対応。WMA 2001

## トレーニング
- 米国国立衛生研究所（NIH） - 被験者研究参加者の保護

## 書誌

### 記事
- “Clinical trials in developing countries: scientific and ethical issues”. The Medical Journal of Australia 169 (10):  545–8. (November 1998). PMID 9861913.
- McNeill PM (November 1998). “Should research ethics change at the border?”. The Medical Journal of Australia 169 (10):  509–10. PMID 9861904.
- “Proposed revisions to the Declaration of Helsinki. Paving the way for globalization in research”. The Western Journal of Medicine 171 (1):  6. (July 1999). PMC 1305720. PMID 10483334.

#### 2000〜2008年
第5改訂前
- Rothman, KJ (2000). “Declaration of Helsinki should be strengthened”. BMJ (Clinical Research Ed.) 321 (7258):  442–5. doi:10.1136/bmj.321.7258.442. PMC 1127802. PMID 10938059.

次の5回目の改訂
- Vastag B. Helsinki Discord？ 物議を醸す宣言。 JAMA 2000 Dec 20 284：2983-2985（パスワードが必要です）
- （参考）
- Singer P、Benatar S. Beyond Helsinki：世界の健康倫理のビジョン。 BMJ 2001年3月31日322：747-748
- “Declaration of Helsinki should be strengthened : Equipoise is essential principle of human experimentation”. BMJ 322 (7281):  299–300. (February 2001). doi:10.1136/bmj.322.7281.299/a. PMC 1119536. PMID 11157551.
- Lewis, JA; Jonsson, B; Kreutz, G; Sampaio, C; Van Zwieten-Boot, B (2002). “Placebo-controlled trials and the Declaration of Helsinki”. Lancet 359 (9314):  1337–40. doi:10.1016/S0140-6736(02)08277-6. PMID 11965296.
- Frankish, H (2003). “WMA postpones decision to amend Declaration of Helsinki. Working group will consider controversy over sponsors' duties to provide treatment at study end”. Lancet 362 (9388):  963. doi:10.1016/S0140-6736(03)14398-X. PMID 14513842. Frankish, H (2003). “WMA postpones decision to amend Declaration of Helsinki. Working group will consider controversy over sponsors' duties to provide treatment at study end”. Lancet 362 (9388):  963. doi:10.1016/S0140-6736(03)14398-X. PMID 14513842.
- MacKlin, Ruth (2003). “Bioethics, Vulnerability, and Protection”. Bioethics 17 (5–6):  472–86. doi:10.1111/1467-8519.00362. PMID 14959716.
- Zion, D (2003). “Justice as equitable power relations: beyond the "standard of care" debate and the Declaration of Helsinki”. The American Journal of Bioethics 3 (2):  34–35. doi:10.1162/152651603322874906. PMID 14635633.
- Schuklenk, U (2004). “The standard of care debate: against the myth of an "international consensus opinion"”. Journal of Medical Ethics 30 (2):  194–7. doi:10.1136/jme.2003.006981. PMC 1733846. PMID 15082817.
- Williams JR (2006). “The Physician's Role in the Protection of Human Research Subjects”. Science and Engineering Ethics 12 (1):  5–12. doi:10.1007/pl00022264. PMID 16501643.
- “The three official language versions of the Declaration of Helsinki: what's lost in translation?”. J Med Ethics 33 (9):  545–548. (2007). doi:10.1136/jme.2006.018168. PMC 2598189. PMID 17761826.
- S Frewer A、Schmidt U、eds。 人間実験の歴史と理論：ヘルシンキ宣言と現代医学倫理 シュトゥットガルト：Franz Steiner Verlag、2007。
- Goodyear, M. D E; Krleza-Jeric, K.; Lemmens, T. (2007). “The Declaration of Helsinki”. BMJ 335 (7621):  624–5. doi:10.1136/bmj.39339.610000.BE. PMC 1995496. PMID 17901471.

次の第6改訂
- WMA News：ヘルシンキ宣言の修正 World Medical Journal 2008; 54（4）：120〜25
- Normile, D. (2008). “ETHICS: Clinical Trials Guidelines at Odds With U.S. Policy”. Science 322 (5901):  516. doi:10.1126/science.322.5901.516. PMID 18948510.

## その他の法規
- ニュルンベルク綱領
- ジュネーブ宣言
- ベルモント・レポート
- CIOMS
- 臨床実習 （GCP）
- ヒト用医薬品の登録に関する技術要件の調和に関する国際会議
- 連邦規制コード